# American Idiot
|  | Denne artikel omhandler Green Day-albummet. For sangen, se American Idiot (sang). For musicalen, se American Idiot (musical). |
American Idiot er Green Days syvende studiealbum og blev udgivet den 20. september 2004. Albummet havde blandt andet stor succes med singlerne "American Idiot", "Holiday", "Wake Me Up When September Ends" og "Boulevard of Broken Dreams", der toppede som nummer otte på den danske hitliste. I Danmark har albummet solgt platin, og dermed har den solgt over 40.000 eksemplar.[kilde mangler]

## Koncept
American Idiot et konceptalbum, der handler om Jesus of Suburbia, en person som hader sin hjemby og beslutter sig for at forlade den. Personerne St. Jimmy og Whatsername bliver introduceret senere. St. Jimmy er Jesus of Suburbia's "anden personlighed" mens Whatsername er en "Mother Revolution"-figur. Hen imod slutningen begår St. Jimmy selvmord og Jesus of Suburbia beslutter sig for at rejse tilbage til sin hjemby. Whatsername forlader ham også i den sidste sang, hvori Jesus of Suburbia glemmer hendes rigtige navn.

## Sange
Al lyrik skrevet af Billie Joe Armstrong med undtagelse ved noteret, al musik komponeret af Green Day.
| Nr.           | Titel | Længde |
| ------------- | --- | ------ |
| 1.            | "American Idiot" | 2:54   |
| 2.            | "Jesus of Suburbia" I. "Jesus of Suburbia" II. "City of the Damned" III. "I Don't Care" IV. "Dearly Beloved" V. "Tales of Another Broken Home"                           | 9:08   |
| 3.            | "Holiday" | 3:52   |
| 4.            | "Boulevard of Broken Dreams" | 4:20   |
| 5.            | "Are We the Waiting" | 2:42   |
| 6.            | "St. Jimmy" | 2:56   |
| 7.            | "Give Me Novacaine" | 3:25   |
| 8.            | "She's a Rebel" | 2:00   |
| 9.            | "Extraordinary Girl" | 3:33   |
| 10.           | "Letterbomb" | 4:05   |
| 11.           | "Wake Me Up When September Ends" | 4:45   |
| 12.           | "Homecoming" I. "The Death of St. Jimmy" II. "East 12th St." III. "Nobody Likes You" (Mike Dirnt) IV. "Rock and Roll Girlfriend" (Tré Cool) V. "We're Coming Home Again" | 9:18   |
| 13.           | "Whatsername" | 4:14   |
| Total længde: | Total længde: | 57:12  |